# Contea di Wensu
La contea di Wensu (温宿县S, Wēnsù XiànP) è una contea della Cina, situata nella regione autonoma di Xinjiang e amministrata dalla prefettura di Aksu.